# Ардфилд
Ардфилд (англ. Ardfield; ирл. Ard Ó bhFicheallaigh)— деревня в Ирландии, находится в графстве Корк (провинция Манстер).